# Senusret IV.
Senusret IV. Seneferibre je bil tebanski faraon iz poznega drugega vmesnega obdobja  Egipta, ki je dokazan samo na najdbah iz Gornjega Egipta. Njegov kronološki položaj in celo dinastija so sporni.

## Dokazi
Senusret IV. je dokazan na Karnaškem seznamu kraljev s priimkom "Senefer[...]re". Najpomembnejši primarni dokaz je njegov 2,75 m visok kip iz rožnatega granita, ki ga je leta 1901 v Karnaku odkril Georges Legrain. Med druge dokaze spadata blok iz El Toda in gornji desni vogal stele, ki jo je leta 1901 v Karnaku odkril Georges Legrain. Na odlomku je datum II šemu 1 prvega leta vladanja Senusreta IV. Na nadpražniku vrat iz Edfuja in rezilu sekire je ime Senusret, ki se na osnovi slogovnih značilnosti pripisuje Senusretu IV. Ime na sekiri bi se lahko pripisalo tudi Senusretu I.

## Kronološki položaj
Po Jürgenu von Beckerathu je bil Senusret IV. faraon pozne Trinajste dinastije, medtem ko ga Kim Ryholt umešča v Šestnajsto dinastijo, Norbert Dautzenberg pa v Sedemnajsto dinastijo. Dautzenberg svojo trditev dokazuje z vnosom 11.4 v Torinskem seznamu kraljev, ki ga bere kot Senusret IV. Njemu pripisuje tudi grafit na vhodu v Montujev tempelj v Karnaku, ki omenja Senusreta. Vhod v tempelj je okrasil Sobekemsaf I. iz zgodnje Sedemnajste dinastije. Ryholt oba Dautzenbergova argumenta zavrača.